# Кен Кавана
Кен Кавана (на английски: Ken Kavanagh) е австралийски пилот от Формула 1, роден е на 12 декември 1923 г. в Мелбърн, Австралия.

## Кариера във Формула 1
Кен Кавана дебютира във Формула 1 през 1958 г. в Голямата награда на Монако с частен Мазерати, в световния шампионат на Формула 1 записва 2 участия без да спечели точки.